# ایوری کریک (کارولینای شمالی)
ایوری کریک (به انگلیسی: Avery Creek) شهری در ایالت کارولینای شمالی کشور ایالات متحده آمریکا است که جمعیت آن در سرشماری سال ۲۰۱۰ میلادی، ۱٬۹۵۰ نفر بوده‌است.